# Vincenzo Cirasola
Vincenzo Cirasola (Gravina in Puglia, 13 dicembre 1955) è un sindacalista, saggista ed intermediario italiano.
Si occupa principalmente di intermediazione assicurativa e in particolare della rappresentanza sindacale degli agenti di assicurazione professionisti. È attualmente alla guida del sindacato ANAPA Rete ImpresAgenzia ed ex presidente del Gruppo Agenti Generali Italia.

## Biografia
Di origine pugliese, ha frequentato gli studi universitari a Bologna e ha conseguito la laurea in giurisprudenza all’Alma Mater. Subito dopo ha lavorato per le Assicurazioni Generali. Vive ed esercita la professione di intermediario assicurativo a Bologna, congiuntamente all’attività sindacale.
Per 22 anni consecutivi, dal 14 aprile 2002 al 02 maggio 2024, è stato presidente del Gruppo Agenti Generali Italia. (GA-GI)  , l’associazione di categoria che si occupa della tutela in ambito aziendale degli agenti della compagnia assicuratrice.
La sua attività nelle organizzazioni sindacali per gli intermediari lo vede vice presidente del Sindacato nazionale agenti di assicurazione (SNA) dal 1999 al 2009. Fonda in seguito ANAPA Rete ImpresAgenzia, di cui è presidente nazionale dal 30 novembre 2012.
Attualmente è presidente nazionale al terzo mandato ed è attivo in particolare sul fronte del recepimento delle nuove normative europee per il settore assicurativo in Italia ,.
Fa inoltre parte del Comitato di Programma (Divisione Assicurazioni) presso il CeTIF (Centro di Ricerca in Tecnologie, Innovazione e Servizi Finanziari)  dell’Università Cattolica del Sacro Cuore, dove offre un contributo come Docente in "Master in Gestione Assicurativa".  Ha pubblicato saggi e articoli inerenti al settore assicurativo.